# Tour de Colombie 2012
Le Tour de Colombie 2012 a lieu du 12 au 24 juin 2012. Il est inscrit au calendrier de l'UCI America Tour 2012. Cette 62e édition est remportée par Félix Cárdenas.

## Présentation

### Parcours
La Vuelta a Colombia est réduite de deux jours par rapport aux années précédentes pour se conformer aux directives de l'UCI. De plus, le parcours est bien moins montagneux que les années précédentes avec des étapes de plaine et de moyenne montagne. Deux étapes semblent être les clefs de l'épreuve. La neuvième étape qui se termine à Manizales et le contre-la-montre qui clôt la course, que beaucoup voit déterminant, . Il faut ajouter les ascensions de La Línea, lors de la quatrième étape et de l'alto de Minas, lors de l'avant-dernier jour, qui peuvent se révéler décisives. Même si, elles se situent loin des arrivées d'étape.

### Équipes
Deux cents coureurs de vingt-trois équipes sont officiellement engagés (Cependant, seulement, cent quatre-vingt-douze hommes prendront le départ du prologue).
| Dossards | Équipe                                                          |
| -------- | --------------------------------------------------------------- |
| 1-10     | GW Shimano - Chec - Envía                                       |
| 11-20    | EPM - UNE                                                       |
| 21-30    | Gobernación de Antioquia - Indeportes Antioquia                 |
| 31-40    | Formesan - Bogotá Humana - Pinturas Bler                        |
| 41-50    | Movistar                                                        |
| 51-60    | 472 - Colombia                                                  |
| 61-70    | Supergiros - Redetrans - Superastro - Indervalle - Autolarte    |
| 71-80    | Fuerzas Armadas - Ejército Nacional - Caprovinto                |
| 81-90    | Néctar Cundinamarca - Calidad de vida - Lotería de Cundinamarca |
| 91-100   | Lotería de Boyacá - Indeportes Boyacá                           |
| 101-110  | Colombia - Coldeportes                                          |
| 111-120  | Postal express                                                  |

| Dossards | Équipe                                           |
| -------- | ------------------------------------------------ |
| 121-130  | Colombia - Comcel                                |
| 131-139  | Grupo Élite El Mago editores                     |
| 141-148  | Boyacá Orgullo de América - Sentimiento nacional |
| 151-158  | Servi Posos de Colombia - Ciclo Gualdrón         |
| 161-168  | Somos Carchi                                     |
| 171-177  | UPV - Bancaja                                    |
| 181-186  | Selección Colombia                               |
| 191-196  | Utensilnord Named                                |
| 201-206  | San Luis Somos Todos                             |
| 211-216  | Pio Rico                                         |
| 221-226  | Ciclo Ases                                       |

#### Équipes internationales
Fin janvier, l'équipe continentale brésilienne Funvic-Pindamonhangaba annonce la première sa présence. Cependant, cela restera sans suite.
Puis en février, c'est au tour de l'équipe continentale professionnelle italienne (à licence irlandaise) Utensilnord Named de manifester son intention de participer (qu'elle confirme en mai). À la mi-mai, une équipe de l'élite amateur espagnole UPV (Université polytechnique de Valence) - Bancaja s'inscrit officiellement. Elle engage deux renforts en la personne du Chilien Carlos Oyarzún et du Colombien Diego Tamayo, pour disputer la course.
Quelques jours après, c'est l'équipe bolivienne Pio Rico qui déclare son intention de participer. Les chefs de file de la formation sont le grimpeur Juan Cotumba, vainqueur du Tour de Bolivie 2011 et l'expérimenté Alexis Rojas, déjà deuxième du Tour de Colombie mais en 1999. Mardi 22 mai, l'équipe continentale argentine San Luis Somos Todos s'inscrit officiellement. Daniel Díaz est le leader de la formation, épaulé par deux spécialistes de l'effort solitaire, Jorge Giacinti et Leandro Messineo (champion panaméricain 2011 de la spécialité). C'est la première fois qu'une équipe argentine participe au Tour de Colombie depuis 1974.
Une cinquième équipe étrangère sera officiellement présente. Ce sont les Équatoriens de la formation Somos Carchi, dirigé par l'ancien coureur professionnel colombien Luis Espinosa (douzième du Tour d'Espagne 1994). Leur chef de file est Jorge Luis Montenegro, trois fois sur le podium de la Clásica Panavial de Tulcán, ces trois dernières années et notamment pour la victoire finale en 2011.

#### Équipes locales
La première à s'inscrire est la formation Supergiros - Redetrans - Superastro - Indervalle - Autolarte, dirigée par Carlos Pérez. Plusieurs hommes d'expérience font partie de l'équipe comme Juan Diego Ramírez (double vainqueur du Clásico RCN), Hernán Muñoz (lauréat du Tour de Langkawi) ou Alexander Giraldo. L'objectif fixé par la direction est un Top 10 au classement général individuel, puis si possible être présent dans les étapes et s'immiscer dans la lutte pour les différents classements annexes. La deuxième formation a confirmé sa présence est l'équipe continentale Colombia - Comcel. Elle détient dans ses rangs des coureurs capables de remporter non seulement des étapes mais aussi de lutter pour le classement général. Son directeur technique est l'ancien vainqueur Carlos Mario Jaramillo. Mauricio Ardila, pour son retour dans un groupe sportif colombien, a été choisi comme chef de file. Il pourra compter sur Marlon Pérez, vainqueur du prologue l'année précédente.
Giovanni Báez, vice-champion 2011, est à la tête d'un groupe très performant, toujours dirigé par Raúl Mesa. Depuis le début de l'année, l'équipe EPM - UNE, qui vient de disputer un mois de compétition en Espagne, a remporté de nombreuses épreuves du calendrier national colombien (la Vuelta al Valle, la Clásica de Fusagasugá ou la Clásica de Anapoima) et plus récemment le Tour du Guatemala. Elle peut aussi compter sur des hommes expérimentés, comme Iván Parra, Mauricio Ortega ou Walter Pedraza.
Après plusieurs semaines d'attente, la seconde formation du projet Coldeportes obtient l'autorisation de disputer le Tour de Colombie. Les dirigeants ont dû expliquer les différences administratives et sportives entre les deux formations pour que les coureurs de l'équipe Colombia - Coldeportes puissent obtenir l'aval des instances fédérales internationales. Ainsi, il a été montré que Coldeportes est seulement co-sponsor d'une structure dont le propriétaire est Claudio Corti, avec une administration et des objectifs totalement indépendants de l'équipe Colombia - Comcel. L'arbitrage de l'UCI avait été demandé par la fédération colombienne de cyclisme pour éviter toutes contestations ou situations conflictuelles. L'équipe sera dirigée, sur ce Tour, par Valerio Tebaldi, secondé par Oliverio Rincón (vainqueur de l'épreuve en 1989). Le leader est Fabio Duarte, épaulé par Darwin Atapuma (vainqueur d'étape sur le Tour du Trentin) et Esteban Chaves (lauréat du dernier Tour de l'Avenir). Moins montagneuse, Claudio Corti pense que l'épreuve offrira des étapes arrivant au sprint et des échappées au long cours. Ainsi, il a choisi un effectif pouvant s'adapter à tous les terrains et à toutes les situations.
Comme elle l'a déjà fait au Tour de San Luis ou au Tour du Mexique, la sélection colombienne de poursuite par équipes est au départ de son tour national. Elle le dispute comme préparation aux Jeux olympiques, mais avec la ferme intention de briller lors du prologue et des étapes de plat. La formation Formesan - Bogotá Humana - Pinturas Bler, elle, se présente avec dix coureurs. Freddy González, double lauréat du Grand Prix de la montagne du Tour d'Italie, en est le leader. Il sera épaulé par le grimpeur Fabio Montenegro, vainqueur par le passé des classements de la montagne du Tour de Colombie et du Clásico RCN. Malgré l'absence d'Óscar Sevilla, il ne serait pas surprenant de retrouver les membres de la formation, protagonistes lors des étapes et l'un d'entre eux finir dans les dix premiers.
Puis c'est au tour de l'équipe cycliste Gobernación de Antioquia-Indeportes Antioquia de se présenter. Elle courra la compétition sous la dénomination Aguardiente Antioqueño - Lotería de Medellín. Vainqueur de deux épreuves du calendrier national, la Vuelta a Cundinamarca et la Clásica Héroes de la Patria, et du Tour du Mexique (après la disqualification d'Óscar Sevilla), la formation s'appuiera sur Julián Rodas, Alex Cano, Janier Acevedo ou Alejandro Ramírez pour gagner la Vuelta. Le directeur sportif Gabriel Jaime Vélez annonce que c'est la course qui déterminera le leader de l'équipe. Présente lors de l'édition précédente, l'équipe Grupo Elite - El Mago Editores sera également là en 2012. Elle participe à de nombreuses courses du calendrier national et a pour but de promouvoir et de densifier le cyclisme dans le département d'Antioquia. Cette année, son directeur sportif est Óscar de Jesús Vargas, ancien coureur professionnel, meilleur grimpeur et troisième du Tour d'Espagne 1989. L'équipe peut compter sur l'expérience d'Argiro Zapata et la participation d'Edwin Orozco.
Fin mai, l'entreprise Licores de Cundinamarca s'associe avec la loterie du département et le gouvernement de celui-ci, pour former une équipe. La formation Néctar Cundinamarca - Calidad de vida - Lotería de Cundinamarca est une sélection des meilleurs coureurs du département. Elle s'aligne au départ avec ses deux recrues principales, le vétéran (38 ans) Flober Peña et le jeune (24 ans) William Rodríguez. Elle est dirigée par l'expérimenté Roberto Sánchez, ancien sélectionneur de l'équipe nationale vénézuélienne et aura pour leaders Alexander Roa et Flober Peña. La quatrième équipe continentale de Colombie, l'équipe Movistar s'inscrit officiellement, début juin. Le leader Freddy Montaña, troisième l'an passé, aura toute la formation à son service. Sept nationalités y sont représentés et les trois Colombiens de l'équipe sont accompagnés de Bolivien, d'Espagnol, de Mexicains, d'Uruguayen... Cette multinationale, au niveau très relevé, s'annonce redoutable pour le gain de victoires d'étapes mais ne négligera pas l'objectif principal, remporter la Vuelta avec Montaña.
L'une des formations les plus anciennes du peloton colombien est au départ, emmenée par son chef de file Víctor Niño, vainqueur de la Vuelta a Boyacá 2011. Selon son directeur sportif Rafael Antonio Niño, l'équipe Lotería de Boyacá - Indeportes Boyacá, mélange de maturité et de jeunesse, compte sur son leader pour le classement général, sans ignorer les qualités de grimpeur de Fernando Camargo. Elle tentera aussi de remporter des étapes.

### Favoris
Le premier d'entre eux est le vainqueur sortant, Félix Cárdenas. Surtout depuis les défections de trois prétendants que sont Sergio Henao, Óscar Sevilla et Rafael Infantino. Le premier fait aujourd'hui partie d'une équipe UCI World Tour et dispute la suite de sa carrière en Europe. Le deuxième est suspendu jusqu'au 10 septembre à la suite de son contrôle antidopage positif, survenu lors du Tour de Colombie 2010. Le troisième a dû déclaré forfait car il est insuffisamment remis de sa fracture au radius subie dans la dernière étape du Tour de Castille-et-León. Même si, à proprement parler, Óscar Pachón et Ronald Gómez ne faisaient pas partie des favoris, ces outsiders sont aussi contraint de décliner leur participation. Après avoir été accroché par un bus, lors d'une sortie d'entraînement, pour Pachón et une fissure de la clavicule, survenue lors du dernier entraînement aux alentours de Bogotá, oblige le vainqueur du Tour de Colombie espoirs a renoncé.
En face de Cárdenas, se retrouvent trois principaux candidats au titre, Freddy Montaña et Giovanni Báez, leaders des formations continentales Movistar Continental et EPM-UNE, et surtout Fabio Duarte, chef de file de l'équipe continentale professionnelle Colombia - Coldeportes.

## Récit de la course

### 12 juin: Prologue
À 13 heures locales, le premier à s'élancer est Mauricio Ardila. Les concurrents partent de minute en minute et le dernier, Jaime Suaza part à 16 h 15. Ardila réalise 4 min 45 s, temps qui résiste jusqu'au passage de Marlon Pérez. Celui-ci prend la tête du classement provisoire avec un chrono de 4 min 34 s. Félix Cárdenas, vingt-cinquième concurrent à partir, soustrait une seconde à la performance réalisée par son ancien coéquipier. Il faut attendre le passage de cent-soixante autres coureurs pour voir un homme battre ce temps, Fabio Duarte. La différence entre les deux est seulement de 73 centièmes. Duarte devient le premier leader du Tour de Colombie devant Cárdenas et Pérez. Giovanni Báez finit à treize secondes, Freddy Montaña termine à quinze. Peu de temps après le passage de Cárdenas, la pluie a humidifié la chaussée et l'a rendue glissante. Une cinquantaine de coureurs, dont le sélectionné olympique, Juan Esteban Arango, spécialiste de ce genre d'exercice, ont en été désavantagé. Son coéquipier de sélection, Edwin Ávila termine quatrième à quatre secondes de Duarte. Plusieurs coureurs n'ont pas pris le départ du prologue dont Jorge Luis Montenegro et Iván Casas, chefs de file de leur formation, Leandro Messineo, spécialiste du contre-la-montre, ainsi que deux membres de l'équipe Ciclo Ases.

### 13 et 14 juin:1reet2eétapes
Ce sont deux étapes en terrain plat qui attendent les coureurs (aucune difficulté comptant pour le classement de la montagne n'est répertoriée). Par contre, trois étapes volantes (avec bonifications) jalonnent les parcours. Le déroulement des étapes sont assez similaires.
Le premier jour, lors du deuxième sprint bonification, Félix Cárdenas devance Marlon Pérez. Ce qui entraînera, à l’arrivée, un changement à la tête du classement général, où les deux passent devant Fabio Duarte (Cárdenas devenant le nouveau leader). Après une longue échappée de Willinton Bustamante, en début d'étape, un trio, comprenant notamment Stíver Ortíz a résisté au peloton jusqu'à l'approche de l'arrivée. Cependant, l'étape se termine par un sprint massif, où l'ancien pistard Carlos Urán, bien emmené par son coéquipier Juan Pablo Villegas, s'impose. Durant l'étape, la pluie et la chaussée mouillée ont entraîné la chute de plus de vingt-cinq coureurs dont Giovanni Báez (sans gravité semble-t-il).
Le deuxième jour c'est également à l'emballage que se clôt les débats. L'Italien Marco Zanotti, de l'équipe Utensilnord Named, (quatrième la veille) décroche la victoire. Pourtant bien lancé par ses équipiers, Edwin Ávila termine troisième mais grâce à deux deuxièmes places lors des étapes volantes, il amasse huit secondes de bonifications. Ce qui lui permet de s'emparer du maillot de leader, trois secondes devant Cárdenas. Lors de la première étape volante, une chute collective a mis à terre Fabio Duarte, qui a semblé proche de l'abandon. Cependant, il réintègre le peloton et termine l'étape au sein de celui-ci. À mi-course, trois coureurs s'étaient échappés (dont deux Lotería de Boyacá), mais ils seront rejoints à moins de dix kilomètres de l'arrivée.

### 15 juin:3eétape
C'est une étape de moyenne montagne qui est proposé aux coureurs. Dès le km 15, la route s'élève pour franchir un col de deuxième catégorie. Trois étapes volantes et un col de troisième catégorie plus tard, les coureurs arrivent à Ibagué. Les délais d'élimination, de 10 % lors des deux premiers jours, passent à 18 %. Après l'Alto de Rosas que Didier Sastoque franchit en tête, légèrement détaché du peloton, quatre-vingt dix kilomètres de descente sont au programme des coureurs. Au km 51, dans la municipalité de Fusagasugá, patrie de Luis Herrera, est placée une étape volante, en l'honneur du vingt-cinquième anniversaire de la victoire d'Herrera dans le Tour d'Espagne. Cárdenas la remporte et revient à égalité de temps avec Ávila. Puis l'échappée du jour se forme avec onze coureurs. Carlos Quintero décide d'abandonner ses compagnons et de terminer seul. Mais dans le col de troisième catégorie, il ne peut résister au retour de Juan Diego Ramírez. Seul Jonathan Millán peut revenir sur Ramírez. Le duo tente de finir ensemble mais le gros travail des EPM-UNE réduit leurs chances à néant. Le peloton revient sur Millán, dernier à persévérer, à moins de cinq kilomètres de l'arrivée. Un long faux plat montant amène à l'arrivée, où Félix Cárdenas domine un peloton d'une centaine d'hommes. Il récupère, du même coup, la tête du classement général.

### 16 juin:4eétape
Les coureurs de ce 62e Tour de Colombie font connaissance avec la haute montagne. Le plus mythique col des courses colombiennes, l'Alto de La Línea (classé en hors-catégorie) est au programme. L'étape est scindée en deux, un début accidenté avec trois cols de troisième catégorie, avant l'ascension de La Línea, puis, une longue descente de soixante kilomètres vers Armenia. Les délais d'élimination passent à 20 %. Dès le début, l'étape est nerveuse avec de nombreuses tentatives d'échappée. L'équipe Formesan - Bogotá Humana dispute chaque prix de la montagne, que Didier Sastoque et Fabio Montenegro se partagent. Par petits groupes successifs, une vingtaine de coureurs se retrouve ensemble. Avec 56 secondes d'avance sur le peloton du leader, ils attaquent l'ascension du col de hors-catégorie. Dans celui-ci, le groupe se disloque. Fernando Camargo, un des derniers à intégrer le groupe d'échappés, impose le rythme et lâche, un à un, ses compagnons. Il franchit en solitaire le sommet, avec 1 min 10 s d'avance sur Alex Cano et 1 min 14 s sur Rodolfo Torres, suivent ensuite quelques coureurs de l'échappée initiale. Le groupe du leader Félix Cárdenas lui passe avec un retard de 2 min 47 s. Dans la descente, Marlon Pérez chute et doit abandonner. Juan Diego Ramírez, lui descend le plus vite et forme un trio d'échappés, avec les deux membres de la formation Lotería de Boyacá, Camargo et Torres, qui l'ont pris en chasse. Ils sont suivis par un petit groupe de favoris où figurent Cárdenas, Freddy Montaña ou Fabio Duarte. Par contre, les leaders de la formation EPM - UNE, sans doute dans un mauvais jour, en sont absents. Seul Giovanni Báez rejoindra ce groupe à une vingtaine de kilomètres de l’arrivée. Dans les derniers kilomètres, Julián Rodas attaque plusieurs fois Cárdenas, qui répond à chaque fois. Torres est lâché par ses deux compagnons d'échappée. Puis c'est au tour de Duarte de tester les réflexes de Cárdenas, une cassure en tête est ainsi créée. Duarte, Cárdenas et Sastoque reviennent dans les cent derniers mètres sur Ramírez et Camargo. Cárdenas lance le sprint de loin et déborde les deux échappés. Il prend le meilleur sur Ramírez, à bout de force, Duarte sautant sur la ligne Camargo, pour la troisième place. Cárdenas consolide, ainsi, son maillot de leader. Au classement général individuel, il possède vingt-deux secondes d'avance sur son second, Duarte et trente-trois sur Ramírez. Il n'y a plus que treize coureurs dans la même minute. Cette étape a fait des dégâts, vingt coureurs sont arrivés hors-délais. Les formations étrangères sont particulièrement touchées. Les Boliviens n'ont plus que deux coureurs en course, les Argentins, un seul et l'équipe Utensilnord Named a encore trois représentants. Sur son compte Twitter, William Muñoz, coéquipier de Ramírez, déplore l'aide qu'ont reçu Duarte et Cárdenas pour revenir sur le duo de tête, à l'abri des motos de l'organisation.

### 17 juin:5eétape
C'est une étape longue de près de deux cents kilomètres, relativement plate (puisque sans difficulté comptant pour le classement du meilleur grimpeur), qui est au menu des coureurs. Trois étapes volantes (avec bonifications) jalonnent le parcours. Les délais d'élimination remontent à 10 %. Après de nombreuses tentatives d'échappée, une fugue de onze coureurs (bientôt réduite à seulement six membres) trouve l'ouverture. Le sextet anime une bonne partie de l'étape. Mais l'équipe 472 - Colombia, relayée par les Colombia - Coldeportes, organise la chasse. L'échappée est revue à une dizaine de kilomètres de l'arrivée. Cela se termine à l'emballage, où Juan Pablo Forero, le sprinter de la Colombia - Coldeportes décroche la victoire. Il devance Jairo Salas, deuxième pour la seconde fois depuis le début de l'épreuve. Aucun changement n'est à constater au classement général individuel.

### 18 juin:6eétape
La sixième étape est beaucoup plus courte et emprunte un parcours de moyenne montagne avec trois cols de troisième catégorie à franchir. Après un début de course mouvementé, émaillé de nombreuses tentatives d'échappée, Fernando Camargo s'enfuit dans le premier col pour consolider son maillot de leader de la montagne. Il passe ensuite, seul en tête, les autres prix du meilleur grimpeur. Entre les deux premiers cols, Alejandro Ramírez part à sa poursuite, avec treize hommes dans ses roues. L'échappée se forme et crée rapidement un écart avec le peloton. Au point qu'à trente kilomètres de l'arrivée, les quatorze hommes ont deux minutes d'avance sur celui-ci, et Ramírez devient virtuel leader de la Vuelta. Le peloton réagit pour que l'avantage garde des proportions raisonnables. Camargo est repris dans le dernier kilomètre, après soixante-dix kilomètres seul, et les échappés s'expliquent entre eux pour la victoire d'étape. Edson Calderón s'impose au sprint. Le peloton arrive avec un retard de 1 min 34 s et le Tour de Colombie fait connaissance avec un quatrième leader différent, Alejandro Ramírez. Les favoris que sont Cárdenas et Duarte sont repoussés à 36 et 58 secondes.

### 20 juin:7eétape
Les 156 coureurs, encore en compétition, après la journée de repos, affronte une étape de moyenne montagne, similaire à la précédente. Le parcours initial, un temps remis en cause, par la tentative de destruction d'un pont, à l'explosif, est conservé. Les délais sont identiques (15 %) mais cette fois-ci, ce sont quatre cols de troisième catégorie qui attendent les participants. Les quatre membres de la sélection olympique colombienne de poursuite par équipes ne prennent pas le départ. En vue des J. O. de Londres, ils mettent un terme à leur entraînement routier.
Le début d'étape est animé par le duel opposant Fernando Camargo et le duo des Formesan - Bogotá Humana, Didier Sastoque et Fabio Montenegro, pour le classement du meilleur grimpeur. Une échappée de six coureurs prend le relais. Mais les équipiers du leader ne lui laisse aucune chance, et elle est reprise à une cinquantaine de kilomètres de l'arrivée. Un trio tente également sa chance, peine perdue, il est avalé par le peloton à douze kilomètres de la fin. L'étape se termine par un sprint où Marco Zanotti, remporte sa deuxième victoire dans ce Tour. Les Colombia - Coldeportes et les Movistar qui emmenaient leur sprinter vers la victoire, sont battus par le gros potentiel de l'Italien. Le classement général ne subit aucun changement.

### 21 juin:8eétape
Le parcours est plat une bonne partie de la journée, avec trois étapes volantes, puis se termine par quarante kilomètres de lente ascension vers l'arrivée à Dosquebradas, où seul un col de troisième catégorie est répertorié. Les délais d'élimination sont fixés à 10 %. L'étape est animée, pendant plus de cent-cinquante kilomètres, par une échappée de cinq coureurs qui prend cinq à six minutes d'avance sur le peloton. Dans l'ascension du seul prix de la montagne, l'écart fond et tombe sous la minute à dix kilomètres de l'arrivée. Jairo Pérez tente de finir seul mais l'effort des GW Shimano ramène le groupe leader sur les cinq à moins de deux kilomètres de la ligne. Dans un final très nerveux, Marco Zanotti ne réussit pas la passe de trois. Il est devancé sur la ligne par Byron Guamá. Au classement général, aucun changement n'est à remarquer, si ce n'est Fernando Camargo (leader du classement du meilleur grimpeur) qui sort des dix premiers du général, à la suite d'une cassure.

### 22 juin:9eétape
C'est la haute montagne qui attend les coureurs, lors de cette journée. Avant le début du Tour, nombreux étaient ceux qui la plaçaient au rang des plus importantes de l'épreuve, . En plus de trois étapes volantes, trois cols de troisième catégorie figurent entre le 45e et le 75e kilomètre. Le col de première catégorie est situé à cinq mille mètres de la ligne, ce qui peut s'avérer décisif. Les délais passent à 20 %.
L'étape commence par un round d'observation dont profitent Jesús Castaño et Camilo Gómez pour s'enfuir, dans la descente du deuxième col. Puis Diego Calderón, rejoint son coéquipier Gómez de la Colombia - Comcel, dans une tentative, visiblement, concertée pour remporter l'étape. Le trio devancera le peloton des favoris avec un avantage ne dépassant jamais 1 min 30 s. Au pied du col de première catégorie qui amène à Manizales (terme de l'étape), Fernando Camargo accélère, lâche le peloton et revient sur les échappés. Seul Calderón peut le suivre un temps en compagnie d'Óscar Soliz, qui avait répondu à l'attaque de Camargo. Ce dernier réussira à terminer seul pour remporter l'étape, quelques secondes devant Félix Cárdenas. Celui-ci, dans l'ascension, a lâché le porteur du maillot de leader, ainsi que tous ses principaux rivaux, ne daignant laisser dans sa roue qu'Iván Parra et Freddy Montaña. Alejandro Ramírez résiste mieux que Fabio Duarte, puisqu'il ne perd que trente secondes sur Cárdenas, alors que le leader désigné des Colombia - Coldeportes enregistre un écart de trois minutes. Félix Cárdenas reprend la tête du classement général mais avec seulement cinq secondes d'avance sur Ramírez et onze sur Fabio Montenegro. Les derniers favoris, encore en course pour la victoire finale, pointent, désormais, à plus d'une minute trente d'El Gato. De Freddy Montaña, septième à Giovanni Báez, onzième, seuls vingt secondes les séparent. Avec l'abandon de Daniel Díaz, l'équipe argentine San Luis Somos Todos quitte la Vuelta.

### 23 juin:10eétape
Sur les 116 premiers kilomètres, les coureurs perdent 1 465 mètres d'altitude, de Manizales (2 115 m), ville départ, au pied du premier col (650 m). Pourtant c'est une nouvelle journée de haute montagne (avec des délais de 20 %) au programme des coureurs. Le début est ponctué par deux étapes volantes, puis un col de deuxième catégorie est situé au km 133,2. Vingt-cinq kilomètres plus loin, c'est le sommet du fameux alto de Minas qui se dresse face aux coureurs. Les quarante kilomètres de descente, puis de plat, vers la ligne d'arrivée, située à Medellín, peuvent annihiler les efforts des coureurs, qui auraient creuser des écarts dans l'ascension du col de première catégorie. Les huit cents derniers mètres de l'étape ont une dénivellation positive d'environ 10 %.
Dans la première partie, le peloton se fractionne et le vainqueur de la veille, Fernando Camargo se fait piéger. Il réussit à faire la jonction avec la tête du peloton lorsque six hommes s'enfuient. L'échappée ne réussit pas à creuser de véritables écarts et au pied du premier col de la journée, elle est reprise. Freddy Montaña tente de profiter de l'ascension pour surprendre le leader. Mais Félix Cárdenas reste vigilant. Puis c'est au tour de Fabio Duarte, grand perdant de l'étape de la veille, de s'élancer à l'attaque. Malgré tout, c'est encore Camargo qui passe en tête au sommet. Quelques kilomètres plus loin, se présente l'alto de Minas. Iván Parra attaque, bientôt rejoint par Duarte, Cárdenas reste passif (ne les considérant pas comme dangereux pour le classement général). Duarte imprime un rythme soutenu, que ne peut supporter Parra, celui-ci se fait lâcher à deux kilomètres du sommet. Duarte franchit le col en tête et s'élance dans la descente vers Medellín. Cárdenas, part à la chasse de Duarte, avec autour de lui, un groupe restreint de onze coureurs. Il écarte dans le même temps, nombreux piètres descendeurs, comme Camargo. L’échappé, lui, est repris à cinq kilomètres de l'arrivée. Cárdenas profite de l'arrivée en côte, pour parachever son œuvre en terminant légèrement détaché. Il remporte ainsi sa troisième étape sur ce Tour et consolide son maillot de leader.

### 24 juin:11eet dernière étape
C'est un contre-la-montre individuel qui clôt la 62e édition du Tour de Colombie. La première partie est plane puis le parcours se termine par l'ascension de l'alto de Las Palmas, difficulté classée en première catégorie. Les coureurs passent, ainsi de 1 462 m à 2 480 m, lors des seize derniers kilomètres. Les délais d'élimination sont fixés à 30 %.
Félix Cárdenas remporte sa seconde Vuelta, consécutivement. Fernando Camargo lui s'impose pour la deuxième fois lors d'une arrivée d'étape, devançant Cárdenas d'une cinquantaine de secondes. Le podium reste inchangé même si c'est aux centièmes que sont départagés Alejandro Ramírez et Flober Peña.

## Les étapes
| Étape     | Date    | Villes étapes                            | km         | Vainqueur d'étape | Leader du classement général |
| Prologue  | 12 juin | Puerto Gaitán - Puerto Gaitán            | 3,7 (CLM)  | Fabio Duarte      | Fabio Duarte                 |
| 1re étape | 13 juin | Puerto Gaitán - Villavicencio            | 192,8      | Carlos Urán       | Félix Cárdenas               |
| 2e étape  | 14 juin | Villavicencio - Granada - Villavicencio  | 164,1      | Marco Zanotti     | Edwin Ávila                  |
| 3e étape  | 15 juin | Soacha - Ibagué                          | 198        | Félix Cárdenas    | Félix Cárdenas               |
| 4e étape  | 16 juin | Ibagué - Armenia                         | 130,2      | Félix Cárdenas    | Félix Cárdenas               |
| 5e étape  | 17 juin | Armenia - Cali                           | 191,6      | Juan Pablo Forero | Félix Cárdenas               |
| 6e étape  | 18 juin | Cali - Popayán                           | 133        | Edson Calderón    | Alejandro Ramírez            |
| Repos     | 19 juin | Journée de repos                         | -          | -                 | -                            |
| 7e étape  | 20 juin | Popayán - Palmira                        | 149,1      | Marco Zanotti     | Alejandro Ramírez            |
| 8e étape  | 21 juin | Palmira - Dosquebradas                   | 198,2      | Byron Guamá       | Alejandro Ramírez            |
| 9e étape  | 22 juin | Dosquebradas - Manizales                 | 119,5      | Fernando Camargo  | Félix Cárdenas               |
| 10e étape | 23 juin | Manizales - Medellín                     | 196,4      | Félix Cárdenas    | Félix Cárdenas               |
| 11e étape | 24 juin | Medellín - Medellín (Alto de Las Palmas) | 27,8 (CLM) | Fernando Camargo  | Félix Cárdenas               |

## Classement général
138 coureurs terminent l'épreuve.
| #   | Coureur            | Équipe                   |    | Temps            |
| --- | ------------------ | ------------------------ | -- | ---------------- |
| 1.  | Félix Cárdenas     | GW Shimano               | en | 38 h 52 min 32 s |
| 2.  | Alejandro Ramírez  | Gobernación de Antioquia | +  | 1 min 20 s       |
| 3.  | Flober Peña        | Néctar Cundinamarca      |    | 1 min 20 s       |
| 4.  | Juan Diego Ramírez | Supergiros - Redetrans   |    | 2 min 12 s       |
| 5.  | Víctor Niño        | Lotería de Boyacá        |    | 2 min 25 s       |
| 6.  | Fernando Camargo   | Lotería de Boyacá        |    | 2 min 56 s       |
| 7.  | Alex Cano          | Gobernación de Antioquia |    | 3 min 23 s       |
| 8.  | Freddy Montaña     | Movistar                 |    | 3 min 47 s       |
| 9.  | Iván Parra         | EPM - UNE                |    | 4 min 21 s       |
| 10. | Darwin Atapuma     | Colombia - Coldeportes   |    | 4 min 36 s       |

## Évolution des classements
| Étapes             | Vainqueur          | Classement général | Classement de la montagne | Classement de la régularité | Classement des étapes volantes | Classement par équipes                          |
| ------------------ | ------------------ | ------------------ | ------------------------- | --------------------------- | ------------------------------ | ----------------------------------------------- |
| Prologue           | Fabio Duarte       | Fabio Duarte       | Non attribué              | Non attribué                | Non attribué                   | GW Shimano                                      |
| 1re étape          | Carlos Urán        | Félix Cárdenas     | Non attribué              | Carlos Urán                 | Félix Cárdenas                 | GW Shimano                                      |
| 2e étape           | Marco Zanotti      | Edwin Ávila        | Non attribué              | Marco Zanotti               | Edwin Ávila                    | GW Shimano                                      |
| 3e étape           | Félix Cárdenas     | Félix Cárdenas     | Didier Sastoque           | Félix Cárdenas              | Félix Cárdenas                 | GW Shimano                                      |
| 4e étape           | Félix Cárdenas     | Félix Cárdenas     | Fernando Camargo          | Félix Cárdenas              | Karol Torres                   | Gobernación de Antioquia - Indeportes Antioquia |
| 5e étape           | Juan Pablo Forero  | Félix Cárdenas     | Fernando Camargo          | Félix Cárdenas              | Edwin Ávila                    | Gobernación de Antioquia - Indeportes Antioquia |
| 6e étape           | Edson Calderón     | Alejandro Ramírez  | Fernando Camargo          | Félix Cárdenas              | Karol Torres                   | Gobernación de Antioquia - Indeportes Antioquia |
| 7e étape           | Marco Zanotti      | Alejandro Ramírez  | Fernando Camargo          | Félix Cárdenas              | Karol Torres                   | Gobernación de Antioquia - Indeportes Antioquia |
| 8e étape           | Byron Guamá        | Alejandro Ramírez  | Fernando Camargo          | Marco Zanotti               | Karol Torres                   | Gobernación de Antioquia - Indeportes Antioquia |
| 9e étape           | Fernando Camargo   | Félix Cárdenas     | Fernando Camargo          | Félix Cárdenas              | Karol Torres                   | Lotería de Boyacá                               |
| 10e étape          | Félix Cárdenas     | Félix Cárdenas     | Fernando Camargo          | Félix Cárdenas              | Karol Torres                   | Gobernación de Antioquia - Indeportes Antioquia |
| 11e étape          | Fernando Camargo   | Félix Cárdenas     | Fernando Camargo          | Félix Cárdenas              | Karol Torres                   | Lotería de Boyacá                               |
| Classements finals | Classements finals | Félix Cárdenas     | Fernando Camargo          | Félix Cárdenas              | Karol Torres                   | Lotería de Boyacá                               |

## Liste des participants
200 coureurs sont officiellement engagés, .
| GW Shimano - Chec - Envía | EPM - UNE | Gobernación de Antioquia - Indeportes Antioquia |
| - 1. Félix Cárdenas Colombie - 2. Jaime Suaza Colombie - 3. Daniel Rincón Colombie - 4. Jairo Salas Colombie - 5. Jonathan Millán Colombie - 6. Óscar Sánchez Colombie - 7. Arley Montoya Colombie - 8. Fidel Jeobany Chacón Colombie (A 10e) - 9. Diego Quintero Colombie (A 10e) - 10. Karol Torres Colombie DS Luis Alfonso Cely                        | - 11. Giovanni Báez Colombie - 12. Iván Parra Colombie - 13. Mauricio Ortega Colombie - 14. Walter Pedraza Colombie - 15. Francisco Colorado Colombie - 16. Freddy Piamonte Colombie - 17. Jaime Vergara Colombie - 18. Camilo Suárez Colombie - 19. Róbigzon Oyola Colombie - 20. Camilo Castiblanco Colombie DS Raúl Mesa                            | - 21. Julián Rodas Colombie - 22. Alex Cano Colombie - 23. Janier Acevedo Colombie - 24. Alejandro Ramírez Colombie - 25. Óscar Álvarez Colombie - 26. Cristhian Montoya Colombie - 27. Rafael Montiel Colombie - 28. José Enrique Gutiérrez Espagne - 29. William Valencia Colombie - 30. Darwin Pantoja Colombie DS Gabriel Jaime Vélez                                                                   |
| Formesan - Bogotá Humana - Pinturas Bler | Movistar | 472 - Colombia |
| - 31. Freddy González Colombie - 32. Jahir Pérez Colombie - 33. Fabio Montenegro Colombie - 34. Álvaro Gómez Colombie - 35. Juan Pablo Wilches Colombie - 36. Alexis Castro Colombie (NP 4e) - 37. Víctor Hugo González Colombie - 38. Didier Sastoque Colombie - 39. Daniel Balsero Colombie - 40. Wilson Cepeda Colombie DS Carlos Guerrero              | - 41. Luis Pasamontes Espagne - 42. Marvin Angarita Colombie (HD 11e) - 43. Jader Betancur Colombie - 44. Freddy Montaña Colombie - 45. Gregory Brenes Costa Rica - 46. Óscar Soliz Bolivie - 47. Byron Guamá Équateur - 48. Ramiro Cabrera Uruguay - 49. Ignacio Sarabia Mexique - 50. Luis Macías Mexique DS Libardo Leyton                          | - 51. Edson Calderón Colombie - 52. Juan Pablo Villegas Colombie - 53. Jesús Castaño Colombie - 54. Carlos Urán Colombie (HD 11e) - 55. Juan Diego Quintero Colombie (A 6e) - 56. Sebastián Salazar Colombie - 57. Fernando Orjuela Colombie (NP 8e) - 58. Ever Rivera Colombie (NP 9e) - 59. Juan Ernesto Chamorro Colombie (NP 10e) - 60. Carlos Galeano Colombie (NP Prol.) DS Luis Fernando Saldarriaga |
| Supergiros - Redetrans - Superastro - Indeportes Valle - Autolarte | Fuerzas Armadas - Ejército Nacional - Caprovimpo | Néctar Cundinamarca - Calidad de vida - Lotería de Cundinamarca |
| - 61. Juan Diego Ramírez Colombie - 62. Alexander Giraldo Colombie - 63. Hernán Muñoz Colombie - 64. Heberth Gutiérrez Colombie - 65. Cristian Serrano Colombie - 66. Jefferson Rueda Colombie - 67. Camilo Tique Colombie - 68. William Muñoz Colombie - 69. Carlos Pantano Colombie - 70. Edison Mahecha Colombie DS Carlos Pérez                        | - 71. Willinton Bustamante Colombie - 72. Leonardo Rodríguez Colombie - 73. Deivis Rubio Colombie - 74. Marvin Vanegas Colombie (HD 11e) - 75. Daniel Bernal Colombie - 76. Jhon Torres Colombie - 77. Gustavo Ramírez Colombie - 78. Luis Silva Colombie - 79. Henry Cárdenas Colombie - 80. Giovanny Barriga Colombie (A 5e) DS José Jaime González  | - 81. Alexander Roa Colombie (A 10e) - 82. William Rodríguez Colombie - 83. Flober Peña Colombie - 84. Fredy Malaver Colombie - 85. Gerardo Rodríguez Colombie (HD 4e) - 86. Armando Cárdenas Colombie (HD 4e) - 87. Camilo Castelblanco Colombie - 88. Antonio Salazar Colombie - 89. Sebastián Caro Colombie - 90. Norberto Wilches Colombie DS Roberto Sánchez                                           |
| Lotería de Boyacá - Indeportes Boyacá | Colombia - Coldeportes | Postal Express |
| - 91. Víctor Niño Colombie - 92. Fernando Camargo Colombie - 93. Rodolfo Torres Colombie - 94. Santiago Ojeda Colombie - 95. Pedro Herrera Colombie - 96. Mario Rojas Colombie - 97. Jairo Pérez Colombie (A 9e) - 98. Edgar Fonseca Colombie - 99. Eduardo Jiménez Colombie - 100. Cristian Talero Colombie DS Rafael Antonio Niño                        | - 101. Darwin Atapuma Colombie - 102. Robinson Chalapud Colombie - 103. Esteban Chaves Colombie - 104. Fabio Duarte Colombie - 105. Juan Pablo Forero Colombie - 106. Luis Felipe Laverde Colombie - 107. Víctor Hugo Peña Colombie - 108. Carlos Quintero Colombie - 109. Jeffry Romero Colombie - 110. Juan Pablo Suárez Colombie DS Valerio Tebaldi | - 111. Luis Alberto Alonso Colombie - 112. Fabián Rincón Colombie - 113. Jesús Cruz Colombie (HD 4e) - 114. Miguel Cendales Colombie (HD 4e) - 115. Zahir Acuña Colombie (HD 11e) - 116. Diego Bosso Colombie (HD 4e) - 117. Gelvis Santamaría Colombie (A 9e) - 118. Duvan Agudelo Colombie - 119. Alex Atapuma Colombie - 120. Christian Gutiérrez Colombie (HD 4e) DS Marco Bustamante                   |
| Colombia - Comcel | Grupo Elite El Mago editores | Boyacá Orgullo de América - Sentimiento nacional |
| - 121. Mauricio Ardila Colombie - 122. Camilo Gómez Colombie - 123. Diego Calderón Colombie - 124. Didier Chaparro Colombie - 125. John Martínez Colombie - 126. Jaime Castañeda Colombie - 127. Marlon Pérez Colombie (A 4e) - 128. Stíber Ortiz Colombie - 129. Juan Alejandro García Colombie - 130. Andrés Martínez Colombie DS Carlos Mario Jaramillo | - 131. Esteban Pulgarín Colombie - 132. Argiro Zapata Colombie - 133. Nicolás Castro Colombie - 134. Rubián Cartagena Colombie - 135. Edison Gómez Colombie (A 9e) - 136. Edwin Orozco Colombie - 137. Danny Osorio Colombie - 138. Mauricio Pérez Colombie (HD 4e) - 139. Jorge Humberto Martínez Colombie (NP Prol.) DS Óscar de Jesús Vargas        | - 141. Iván Casas Colombie (NP Prol.) - 142. Miguel Niño Colombie - 143. Iván Malpica Colombie - 144. Edwar Moyano Colombie - 145. Jonathan Paredes Colombie - 146. Emiro Matta Colombie - 147. Aldo Valero Colombie - 148. Wilmer Ruano Colombie DS Ángel Yesid Camargo |
| Servi Posos de Colombia - Ciclo Gualdrón - Santander | Somos Carchi | UPV - Bancaja |
| - 151. John Jairo Gualdrón Colombie (A 7e) - 152. Mauro Rojas Colombie (HD 4e) - 153. Kevin Rincón Colombie - 154. Josimar Jerez Colombie (HD 4e) - 155. Edison Paredes Colombie (HD 4e) - 156. Víctor Quiroga Colombie (A 1re) - 157. Luis Alberto Pico Colombie (NP Prol.) - 158. Carlos Gualdrón Colombie (HD 4e) DS Olmedo Capacho                     | - 161. Jorge Luis Montenegro Équateur (NP Prol.) - 162. Marcelo Paspuezán Équateur - 163. Diedo Arteaga Équateur (HD 4e) - 164. Ramiro Calpa Équateur - 165. Luis Ibarra Équateur - 166. Armando Montenegro Équateur - 167. Luis Martínez Colombie - 168. Óscar Suratá Colombie DS Luis Espinosa                                                       | - 171. Antonio Miguel Parra Espagne - 172. Darío Gadeo Espagne (A 3e) - 173. Pere Solano Espagne (HD 4e) - 174. Mauricio Muller Argentine - 175. Diego Tamayo Colombie - 176. Carlos Oyarzún Chili - 177. Sebastián Tamayo Colombie DS Héctor Raúl Roldán |
| Sélection colombienne | Utensilnord Named | San Luis Somos Todos |
| - 181. Juan Esteban Arango Colombie (A 6e) - 182. Weimar Roldán Colombie (NP 7e) - 183. Edwin Ávila Colombie (NP 7e) - 184. Arles Castro Colombie (NP 7e) - 185. Kevin Ríos Colombie (A 6e) - 186. Álvaro Montoya Colombie DS José Julián Velásquez | - 191. Oleg Berdos Moldavie - 192. Marco Zanotti Italie (A 10e) - 193. Patxi Vila Espagne - 194. Fabio Piscopiello Italie (HD 4e) - 195. Sergio Laganà Italie (NP 3e) - 196. Gianfranco Visconti Italie (NP 3e) DS Marco Tabai | - 201. Daniel Díaz Argentine (A 9e) - 202. Jorge Giacinti Argentine (HD 4e) - 203. Leandro Messineo Argentine (NP Prol.) - 204. Andrei Sartassov Chili (HD 4e) - 205. Juan Ariel Lucero Argentine (A 3e) - 206. Fernando Murgo Argentine (HD 4e) DS Fernando Sánchez |
| Pio Rico | Ciclo Ases | |
| - 211. Juan Cotumba Bolivie - 212. Víctor Tarqui Bolivie (HD 4e) - 213. Yamil Montaño Bolivie (A 3e) - 214. Alexis Rojas Colombie (HD 4e) - 215. Lenin Zubieta Bolivie (A 3e) - 216. Gilver Zurita Bolivie (NP 8e) DS Luis Aviles | - 221. Óscar Aya Colombie (A 10e) - 222. Fabio Páez Colombie (HD 4e) - 223. Yerson Sánchez Colombie - 224. Yerson Naranjo Colombie - 225. Jaime Lozano Colombie (NP Prol.) - 226. Héctor Patarroyo Colombie (NP Prol.) DS Juan Mauricio Acosta | |

62 abandons.